# Alte Klaus (Schleiz)
Alte Klaus war eine Kapelle nahe Oberböhmsdorf zu Schleiz im Saale-Orla-Kreis in Thüringen und ist heute wüst.

## Lage
Alte Klaus liegt im Forst Schleiz etwa 3 km östlich von Oberböhmersdorf und unweit nördlich der Bundesstraße 282.

## Geschichte
Die Kapelle wurde im Jahre 1399 gestiftet. Zur Kapelle gehörten Wohnungen für Geistliche und Laienbrüder. Es ist somit anzunehmen, dass es sich um eine echte Klause handelte. Das Gotteshaus hatte bis zur Reformation Bestand und verfiel dann. Graf Heinrich XII. aus dem Hause Reuß-Schleiz (1716–1784) ließ jedoch an gleicher Stelle eine Sommerkapelle errichten. Auch diese existiert nicht mehr. Die Wüstung ist heute waldbedeckt. Nur der Flurname Alte Klaus erinnert noch.